# Taste of Love
Taste of Love es el décimo EP del grupo femenino surcoreano Twice. Fue lanzado el 11 de junio de 2021 por JYP Entertainment y distribuido por Dreamus Company Korea.

## Antecedentes y lanzamiento
El 2 de mayo de 2021, el grupo anunció que su próximo EP se titularía Taste of Love y sería lanzado el 11 de junio.
El 25 de mayo, el grupo anunció el calendario de estrenos correspondiente a la promoción del álbum.
El 30 de mayo, el grupo lanzó el tráiler del álbum titulado «TWICE "Taste of Love" First Tasting - Album Trailer».
El 31 de mayo, el 1 y 2 de junio, el grupo publicó las fotografías previas de cada miembro, las cuales fueron parte de la versión física del álbum.
El 9 de junio, se liberó un videoclip titulado «Alcohol-Free». El 11 de junio, Twice lanzó su décimo EP titulado «Taste of Love».

## Lista de canciones
| N.º   | Título           | Letras                    | Música                                                                                 | Arreglos                              | Duración |  |
| 1.    | «Alcohol-Free»   | J.Y. Park "The Asiansoul" | J.Y. Park "The Asiansoul"                                                              | J.Y. Park "The Asiansoul" Lee Hae-sol | 3:30     |  |
| 2.    | «First Time»     | Jihyo                     | Rick Parkhouse George Tizzard Jade Thirlwall Frances (musician) Sophie 'Frances' Cooke | Red Triangle                          | 3:02     |  |
| 3.    | «Scandal»        | Dahyun                    | Kristoffer Tømmerbakke Erik Smaaland Alida Garpestad Peck                              | Smaaland                              | 2:43     |  |
| 4.    | «Conversation»   | Sana                      | Chris Mears Robbie McDade Rebbi James                                                  | Bloodline                             | 2:27     |  |
| 5.    | «Baby Blue Love» | Nayeon                    | Karen Poole Anne Judith Wik Ronny Vidar Svendsen Nermin Harambasic                     | Svendsen                              | 2:46     |  |
| 6.    | «SOS»            | Dahyun                    | Lee Hyun-do Glow                                                                       | Lee                                   | 2:53     |  |
| 20:45 |                  |                           |                                                                                        |                                       |          |  |

| Edición física |                                  |                                            |                                          |          |          |  |
| N.º            | Título                           | Letras                                     | Música                                   | Arreglos | Duración |  |
| 7.             | «Cry for Me» (versión en inglés) | Sophia Pae Heize J.Y. Park "The Asiansoul" | Ryan Tedder Melanie Joy Fontana A Wright | Lindgren | 3:24     |  |
| 24:09          |                                  |                                            |                                          |          |          |  |

## Reconocimientos

### Premios y nominaciones
| Año  | Evento             | Premio        | Resultado | Ref.   |
| ---- | ------------------ | ------------- | --------- | ------ |
| 2022 | Golden Disc Awards | Álbum Bonsang | Pendiente | [ 10 ] |

### Listados
| Publicación      | Lista                             | Ranking  | Ref.   |
| ---------------- | --------------------------------- | -------- | ------ |
| Beats Per Minute | Top 20 EPs of 2021                | Incluida | [ 11 ] |
| Genius Korea     | 2021 Year-End: Top EPs            | 2.º      | [ 12 ] |
| The Bias List    | Top K-Pop Albums of 2021 (So Far) | Incluida | [ 13 ] |